# Rødeg
Rødeg (Quercus rubra), også skrevet Rød-Eg, er et op til 35 meter højt træ, der i Danmark er plantet hist og her parker og skove. Det kendes på de store, 15-25 cm lange blade med lang stilk og spidse lapper. Frugtstandens stilk er derimod kort, kun op til 2 cm. Kerneveddet er ikke så holdbart, som hos andre egetræer. Træet bliver omkring 80 år gammel[kilde mangler], modsat stilkeg som normalt kan blive omkring 375 år.

## Beskrivelse
Rødeg er et stort, løvfældende træ med en kegleformet til rundagtig vækstform. Stammen er ret og gennemgående til toppen. Hovedgrenene er vandrette med opadbøjede spidser. Barken er først olivengrøn med gråligt vokslag. Senere bliver den lysebrun, og til sidst er den grå med smalle furer. Knopperne er spredte, rødbrune og ægformede, tæt samlede mod endeknoppen.
Bladet er omvendt ægformet med brede, spidse lapper. Oversiden er mørkegrøn og skinnende, mens undersiden er lysegrøn. Høstfarven er rød på unge træer. Senere bliver bladene blot brune. Hanrakler og hunblomster ses kort efter løvspring. Rødegens agern sidder i en flad skål, og de modner over 2 år. Frugtstandens stilk er 25-50 mm lang. Agernet spirer villigt.
Rodnettet består af en dybtgående pælerod og nogle tæt forgrenede hovedrødder. Finrødderne ligger lige under overfladen.
Højde x bredde og årlig tilvækst: 30 x 20 m (50 x 30 cm/år).

## Voksested
Rødeg hører hjemme i blandingsskove i det østlige USA og Canada, hvor den optræder på veldrænet, næringsrig og let sur bund.
I området omkring Roosevelt i New Jersey, USA, findes arten i skove og som pionertræ sammen med bl.a. Konvalbusk, tulipantræ, amerikansk bøg, amerikansk knapbusk, amerikansk nældetræ, amerikansk platan, amerikansk vin, blyantene, brunfrugtet surbær, glansbladet hæg, hvid ask, hvid hickory, klatrevildvin, koralsumak, pennsylvansk vokspors, rødløn, skovtupelotræ, sukkerbirk, sumpeg, sumprose, virginsk ambratræ, virginsk troldnød, virginsk vinterbær, weymouthfyr og østamerikansk hemlock
| Portal | Portal:Botanik |